# Анісімов Микола Олексійович
Мико́ла Олексі́йович Ані́сімов (нар. 12 грудня 1962, село Майдан-Олександрівський Віньковецького району Хмельницької області) — український художник (графік). Член Національної спілки художників України від 2008 року.

## Біографічні відомості
Брат художниці Антоніни Штогрин.
Закінчив республіканську художню школу імені Тараса Шевченка в Києві. 1989 року закінчив Український поліграфічний інститут імені Івана Федорова у Львові (нині Українська академія друкарства).
З 1991 р. працював у православних храмах Хмельницької, Чернівецької, Кримської єпархій, виконував стінні розписи, інші іконописні роботи. До 1997 року жив і працював у Кам'янці-Подільському: був викладачем, директором (у березні — серпні 1995 року) художньо-промислової школи імені Володимира Гагенмейстера .
Один з авторів-виконавців іконографій іконостасу і настінних поліхромій Георгіївського собору Камʼянця-Подільського. Автор-виконавець іконографій іконостасу ц. св. Йосафата (колишній тринітарський косел) у Камʼянці-Подільському

## Творчість
Автор біля 600 графічних пейзажних, портретних та ін. графічних композицій у авторській техніці воскового олівця "сіре хакі".
З 2008 член Спілки художників України. З 2014 року учасник київського відділення секції графіків.
Фіналіст першого відкритого конкурсу сучасного образотворчого мистецтва «Art Preview» у номінації «Графіка» 2012.
9 грудня 2011 року в Хмельницькому в обласній бібліотеці для юнацтва відбулась спільна з сестрою Антоніною Штогрин, виставка «Два крила вічності».
«Південь — Захід І» відкрилася 4 вересня 2012 року в Кам'янці-Подільському. На ній, представлено роботи автора із серії «Легенди Поділля» . Художник зазначив: «Я певний час жив у Кам'янці, його неповторність зобразив у своїх творах, мене проймала ностальгія за цим старовинним містом. Коли я переїхав до Криму, там малював древнє місто за згадками. Чимало у мене і кримських пейзажів».
Напередодні війни 2013 р. у Криму відбулася також спільна з сестрою виставка у м. Саки "Південь — Захід ІІ"
2017 ЦБХ Київ, виставка робіт родини Анісімових "Ювілейна"
2017 "Храми Поділля" Хмельницькиу ЦБДЮ персональна виставка автора спільно з презентацією альбома робіт А. Штогрина "Мій неовізантинізм" дизн оформлення М. Анісімова.
2018 Хмельницький художній музей. Виставка графічних робіт "Сімейна", спільно з живописними роботами Антоніни Штогрин.
2019 участь у виставці "50 років київської Спілки художників" ЦБХ.
2020 КНСХУ ЦБХ участь у Всеукраїнській виставці "До Дня Незалежності".